# ساندرو دری
ساندرو دُری (ایتالیایی: Sandro Dori؛ زادهٔ ۲۱ دسامبر ۱۹۳۸ – درگذشتهٔ ۱۵ فوریهٔ ۲۰۲۱) بازیگر و صداپیشه اهل ایتالیا بود.
از فیلم‌هایی که وی در آن‌ها نقش داشت، می‌توان به پزشک بیمه سلامت، من، من، من… و دیگران، دکامروتیکوس، در آخرین لحظه، بانیوماریا، اعتراض عمومی، شب‌های پرحرارت پوپیا، مرد سال، من او را خوب می‌شناختم، قرار ملاقات، ساتیریکون فلینی، چهار مگس روی مخمل خاکستری، بوکاچو، اسمش را آندره‌آ می‌گذاریم، حلزون بزرگ، صحرای تاتارها، میرکا، پینوکیو، زیر آفتاب توسکانی، شب دوم عروسی، نه، نامه‌هایی به ژولیت و آمریکایی اشاره نمود.